# Miloš Lokajíček
Miloš Václav Lokajíček (20. srpna 1923 Starý Plzenec – 7. listopadu 2019) byl český fyzik, v jehož životě a práci se prolínala hluboká znalost přírodních věd, zvláště pak teoretické fyziky, s pozitivním vztahem ke křesťanství a jeho hodnotám.

## Život
Miloš Lokajíček v roce 1942 maturoval na klasickém gymnáziu v Plzni a pak pracoval v plzeňské Škodovce. Po skončení 2. světové války byl přijat na Přírodovědeckou fakultu Univerzity Karlovy v Praze, kde v roce 1948 absolvoval studium matematiky a fyziky a v roce 1950 získal titul RNDr. Po studiích začal pracovat ve Státním radiologickém ústavu (pozdější Ústav pro výzkum, výrobu a využití radioizotopů) a podílel se na výzkumu a zavádění nových přesných ozařovacích technik v léčbě nádorových onemocnění na Radiologické a onkologické klinice.
Zároveň se stal vědeckým aspirantem v Ústavu teoretické fyziky na Přírodovědecké fakultě UK u profesora Václava Votruby, zakladatele československé částicové fyziky. V roce 1952 spolu publikovali významnou práci „O izotopickém spinu elementárních částic", vycházející z Heisenbergových objevů v oblasti kvantové mechaniky.
V té době ale už byl Miloš Lokajíček sledován Státní bezpečností, mimo jiné i pro veřejně projevený nesouhlas s odsouzením a popravou Milady Horákové. Závažnější ale byla jeho angažovanost mezi katolickými intelektuály – s tímto prostředím se seznámil už během nacistické okupace. Po příchodu do Prahy se od roku 1946 stýkal se společenstvím věřících kolem chorvatského kněze Stjepana Tomislava Kolakoviče, tzv. „Rodinou“, které usilovalo o prohlubování křesťanských hodnot a působilo na sebevzdělávání společnosti především mezi mladými lidmi. K tomuto okruhu patřili např. Josef Zvěřina, Růžena Vacková, Oto Mádr, Jitka Malíková, Vladimír Jukl, Anna Magdalena Schwarzová a další.
Po roce 1950 byli jednotliví členové „Rodiny“ zatýkáni a v únoru 1954 byl zatčen a poté v procesu „Malíková a spol.“ odsouzen na sedm let odnětí svobody i Miloš Lokajíček. Část trestu si odpykával u technického komanda v Opavě, kde dostal za úkol překládat západní materiály o jaderné energii.
Když byl v roce 1956 založen Spojený ústav jaderných výzkumů (SÚJV) v Dubně u Moskvy, stal se prof. Votruba zástupcem generálního ředitele a při návštěvě prezidenta Zápotockého v ústavu požádal o propuštění Miloše Lokajíčka z vězení. K tomu pak skutečně v červnu 1957 došlo, ale se zákazem vědecké činnosti na 15 let.
Rok byl Miloš Lokajíček skladníkem v podniku Regula, pak získal místo fyzika ve Výzkumném závodu Tesla Přemyšlení, kde pracoval na vývoji nukleárních zařízení pro lékařské účely. Teprve po Pražském jaru v roce 1968 mohl oficiálně obnovit svou vědeckou práci včetně spolupráce s prof. Votrubou. Po ročním pracovním pobytu v SÚJV Dubna nastoupil do Fyzikálního ústavu Akademie věd ČR, kde pak vedl sekci fyziky elementárních částic. Po roce 1990 se také podílel na české spolupráci v projektech Evropské organizace pro jaderný výzkum (CERN).
Jeho vědeckým zaměřením byly především radiobiologie, hadronová terapie, popis kolizních a rozpadových procesů částic a speciálně axiomatika kvantové fyziky. Zabýval se také filosofií přírodních věd.
Po roce 1989 byl Miloš Lokajíček plně rehabilitován. V roce 1992 získal Zlatou plaketu Československé akademie věd za zásluhy o rozvoj ve fyzikálních vědách. V roce 1997 byl také jmenován profesorem teoretické fyziky na katedře filozofie a filozofie přírodních věd na Akademii Gustava Siewertha ve Weilheim-Bierbronnen. V roce 1999 byl oceněn Centrem pro teologii a přírodní vědy (CTNS) v Berkeley za svou přednášku „Fyzika a náboženství“.
Miloš Lokajíček se oženil v roce 1949 s Annou, roz. Hoškovou, se kterou měl dceru Annu (* 1951) a dva syny: Miloš (1952–2023) se rovněž zabýval teoretickou fyzikou, Tomáš (* 1954) je geofyzik.

## Dílo

### Některé práce z oblasti teoretické fyziky
- O transformačních vlastnostech rozšířené soustavy Maxwellových rovnic. Praha, 1950
- O isotopickém spinu elementárních částic. Československý časopis pro fyziku 2 (1952), str. 97–107 (společně s Václavem Votrubou)
- The algebra of elementary particles. Dubna: Spojený ústav jaderných výzkumů, 1958
- K využití elementárních částic v lékařství a biologii. Bratislava: Slovenská akadémia vied, 1979 (s J. Sedlákem, F. Spurným, J. Šáchou)
- Matematicko-fyzikální modely biologického účinku ionizujících částic na buňku i tkáň. Praha: Fyzikální ústav ČSAV, 1981
- Geometrical scaling in high energy hadron collisions. Miramare: International Centre for Theoretical Physics, 1984 (s Vojtěchem Kundrátem)
- The shape of survival curves for pions and X-rays in a living tissue. Dubna: Spojený ústav jaderných výzkumů, 1989
- Using Petri nets to model the chemical stages of the radiobiological mechanism. New York: Nova Science Publishers, 2017 (s Jiřím Barillou, Hanou Pisakovou a Pavlem Simrem), ISBN 978-1-5361-2896-3

### Články v časopisuTeologické texty
- Deformace současného myšlení a přírodní věda ve 20. století (2013/1)
- Význam teologie pro poznávání světa a člověka (2009/1)
- Když o pravdě, tak skutečně pravdivě a bez emocí (2007/4)
- K poznávání pravdy o světě a člověku (2006/3)
- Špičková věda a statečná víra (1999/3)
- Pravda, spravedlnost a vědecké poznání (1993/2)